# Нашвілл (Джорджія)
Нашвілл (англ. Nashville) — місто (англ. city) в США, в окрузі Беррієн штату Джорджія. Населення — 4947 осіб (2020).

## Географія
Нашвілл розташований за координатами 31°12′16″ пн. ш. 83°14′55″ зх. д. / 31.20444° пн. ш. 83.24861° зх. д. (31.204500, -83.248499).  За даними Бюро перепису населення США в 2010 році місто мало площу 12,18 км², з яких 12,05 км² — суходіл та 0,14 км² — водойми.

### Клімат
| Клімат : Нашвілл      | Клімат : Нашвілл | Клімат : Нашвілл | Клімат : Нашвілл | Клімат : Нашвілл | Клімат : Нашвілл | Клімат : Нашвілл | Клімат : Нашвілл | Клімат : Нашвілл | Клімат : Нашвілл | Клімат : Нашвілл | Клімат : Нашвілл | Клімат : Нашвілл | Клімат : Нашвілл |
| Показник              | Січ.             | Лют.             | Бер.             | Квіт.            | Трав.            | Черв.            | Лип.             | Серп.            | Вер.             | Жовт.            | Лист.            | Груд.            | Рік              |
| Середній максимум, °C | 16,7             | 18,9             | 22,2             | 26,7             | 30,0             | 32,8             | 33,3             | 33,3             | 31,1             | 27,2             | 22,8             | 18,3             | 26,1             |
| Середній мінімум, °C  | 2,8              | 4,4              | 7,8              | 11,7             | 15,6             | 18,9             | 20,0             | 20,0             | 18,3             | 12,2             | 7,2              | 3,9              | 11,7             |
| Норма опадів, мм      | 114              | 122              | 119              | 107              | 112              | 124              | 142              | 155              | 86               | 53               | 64               | 107              | 1300             |
| --------------------- | ---------------- | ---------------- | ---------------- | ---------------- | ---------------- | ---------------- | ---------------- | ---------------- | ---------------- | ---------------- | ---------------- | ---------------- | ---------------- |
| Джерело: Weatherbase  |                  |                  |                  |                  |                  |                  |                  |                  |                  |                  |                  |                  |                  |

## Демографія
Згідно з переписом 2010 року, у місті мешкало 4939 осіб у 1938 домогосподарствах у складі 1240 родин. Густота населення становила 405 осіб/км².  Було 2248 помешкань (184/км²).
Расовий склад населення:
| - 74,8 % — білих - 21,2 % — чорних або афроамериканців - 0,4 % — корінних американців - 0,4 % — азіатів - 1,6 % — осіб інших рас |

До двох чи більше рас належало 1,6 %. Частка іспаномовних становила 3,2 % від усіх жителів.
За віковим діапазоном населення розподілялося таким чином: 26,3 % — особи молодші 18 років, 58,1 % — особи у віці 18—64 років, 15,6 % — особи у віці 65 років та старші. Медіана віку мешканця становила 36,7 року. На 100 осіб жіночої статі у місті припадало 85,3 чоловіків;  на 100 жінок у віці від 18 років та старших — 81,5 чоловіків також старших 18 років.
Середній дохід на одне домашнє господарство  становив 35 846 доларів США (медіана — 26 102), а середній дохід на одну сім'ю — 44 113 долари (медіана — 38 948). Медіана доходів становила 32 386 доларів для чоловіків та 26 380 доларів для жінок. За межею бідності перебувало 31,1 % осіб, у тому числі 38,8 % дітей у віці до 18 років та 22,0 % осіб у віці 65 років та старших.
Цивільне працевлаштоване населення становило 1345 осіб. Основні галузі зайнятості: освіта, охорона здоров'я та соціальна допомога — 22,8 %, роздрібна торгівля — 15,5 %, мистецтво, розваги та відпочинок — 13,4 %, публічна адміністрація — 12,3 %.